# Piotr Olewiński (żeglarz)
Piotr Olewiński (ur. 16 sierpnia 1968 w Gdańsku) – polski żeglarz uprawiający windsurfing, olimpijczyk z Barcelony 1992.
Jako junior wywalczył w roku 1985 tytuł mistrza Polski w klasie Windglider.
Medalista mistrzostw Polski:
- złoty w klasie Funboard w roku 1994,
- srebrny w klasie Lechner w latach 1991-1992.

Uczestnik mistrzostw Europy w roku 1991 w klasie Lechner podczas których zajął 11. miejsce oraz mistrzostw świata w klasie Mistral w roku 1986, w których zajął 9. miejsce.
Na igrzyskach w Barcelonie wystartował w windsurfingowej klasie Lechner zajmując 28. miejsce.
Zawodnik Sopockiego Klubu Żeglarskiego.